# Scirrhophoma dothideoides
Scirrhophoma dothideoides är en svampart som först beskrevs av Jean François Montagne, och fick sitt nu gällande namn av Franz Petrak 1941. Scirrhophoma dothideoides ingår i släktet Scirrhophoma, divisionen sporsäcksvampar och riket svampar.   Inga underarter finns listade i Catalogue of Life.